# Elecciones presidenciales de Chipre de 1988
Las elecciones presidenciales se llevaron a cabo en Chipre el 14 de febrero de 1988, con una segunda vuelta el 21 de febrero. Fueron las primeras elecciones presidenciales en la historia del país en las que fue necesaria una segunda vuelta, y las primeras en las que el candidato vencedor no era el presidente incumbente. Spýros Kyprianoú buscó la reelección, pero quedó tercero en primera vuelta detrás de Giórgos Vasileíou, que obtuvo el 30.1% de los votos, y Gláfkos Klirídis, que obtuvo el 33.3%, dejando a Kyprianoú fuera de la segunda vuelta. Vasileíou derrotó finalmente a Klirídis con un escaso margen, obteniendo poco más del 51% de los votos, mientras que Klirídis obtuvo el 48.4%.
La transición presidencial se realizó el 28 de febrero y fue la primera transición de poder en la historia del país en la que el presidente incumbente completó su mandato y entregó el cargo a su sucesor. En ambas vueltas, la participación electoral rondó el 94.3% de los votos, con un ligero aumento de menos del 0.05% en la segunda.

## Resultados
| Candidato                          | Partido                                                            | Primera vuelta | Primera vuelta | Segunda vuelta | Segunda vuelta |
| Candidato                          | Partido                                                            | Votos          | %              | Votos          | %              |
| ---------------------------------- | ------------------------------------------------------------------ | -------------- | -------------- | -------------- | -------------- |
| Giórgos Vasileíou                  | Independiente apoyado por el Partido Progresista del Pueblo Obrero | 100.748        | 30.1           | 167.834        | 51.6           |
| Gláfkos Klirídis                   | Agrupación Democrática                                             | 111.504        | 33.3           | 157.228        | 48.4           |
| Spýros Kyprianoú                   | Partido Democrático                                                | 91.335         | 27.3           |                |                |
| Vassos Lyssaridis                  | Movimiento por la Socialdemocracia                                 | 30.865         | 9.2            |                |                |
| Thrasos Georgiadis                 |                                                                    | 187            | 0.1            |                |                |
| Votos en blanco/anulados           | Votos en blanco/anulados                                           | 8.141          | –              | 17.928         | –              |
| Total                              | Total                                                              | 342.834        | 100            | 342.990        | 100            |
| Votantes registrados/participación | Votantes registrados/participación                                 | 363.722        | 94.25          | 363.722        | 94.30          |
| Source: Nohlen & Stöver            |                                                                    |                |                |                |                |